# مجسمه لنین (سیاتل)
مجسمه لنین یک ۱۶ فوت (۴٫۹ متر) است. مجسمه برنزی ولادیمیر لنین، انقلابی کمونیست روس، در محله فرمونت سیاتل، واشینگتن، ایالات متحده. این مجسمه توسط امیل ونکوف، مجسمه‌ساز اسلواکیایی متولد بلغارستان، ساخته شده و در ابتدا در سال ۱۹۸۸، یک سال قبل از انقلاب مخملی، در جمهوری سوسیالیستی چکسلواکی به نمایش گذاشته شد. پس از انقلاب‌های ۱۹۸۹ و انحلال اتحاد جماهیر شوروی، موجی از لنین‌زدایی در اروپای شرقی باعث سقوط بسیاری از بناهای تاریخی در حوزه شوروی سابق شد. در سال ۱۹۹۳، این مجسمه توسط یک آمریکایی که آن را در یک انبار قراضه پیدا کرده بود، خریداری شد. او آن را با خود به ایالت واشینگتن آورد، اما قبل از اینکه بتواند برنامه‌های خود را برای نمایش رسمی آن عملی کند، درگذشت.
از سال ۱۹۹۵، این مجسمه به صورت امانی در انتظار خریدار نگهداری می‌شود و برای آخرین بار به صورت موقت در معرض نمایش قرار دارد.۳۰ سال است که در گوشه خیابانی برجسته در فریمونت قرار دارد. این مجسمه به یک بنای تاریخی محلی تبدیل شده است که اغلب یا تزئین شده یا مورد تخریب قرار گرفته است. این مجسمه جنجال‌های سیاسی را برانگیخته است، از جمله انتقاد به خاطر شیک بودن کمونیستی و جدی نگرفتن معنای تاریخی لنینیسم و کمونیسم (یا جدی گرفتن بیش از حد آن)، یا با مقایسه پذیرش ادعایی چنین نماد سیاسی اتهام‌آمیز با حذف بناهای تاریخی و یادبودهای کنفدراسیون. بخش عمده‌ای از بحث‌ها، مالکیت خصوصی مجسمه و نصب آن در ملک خصوصی را نادیده می‌گیرد، و مردم و دولت عملاً هیچ حرفی در این مورد ندارند.

## کمیسیون و ساخت و ساز

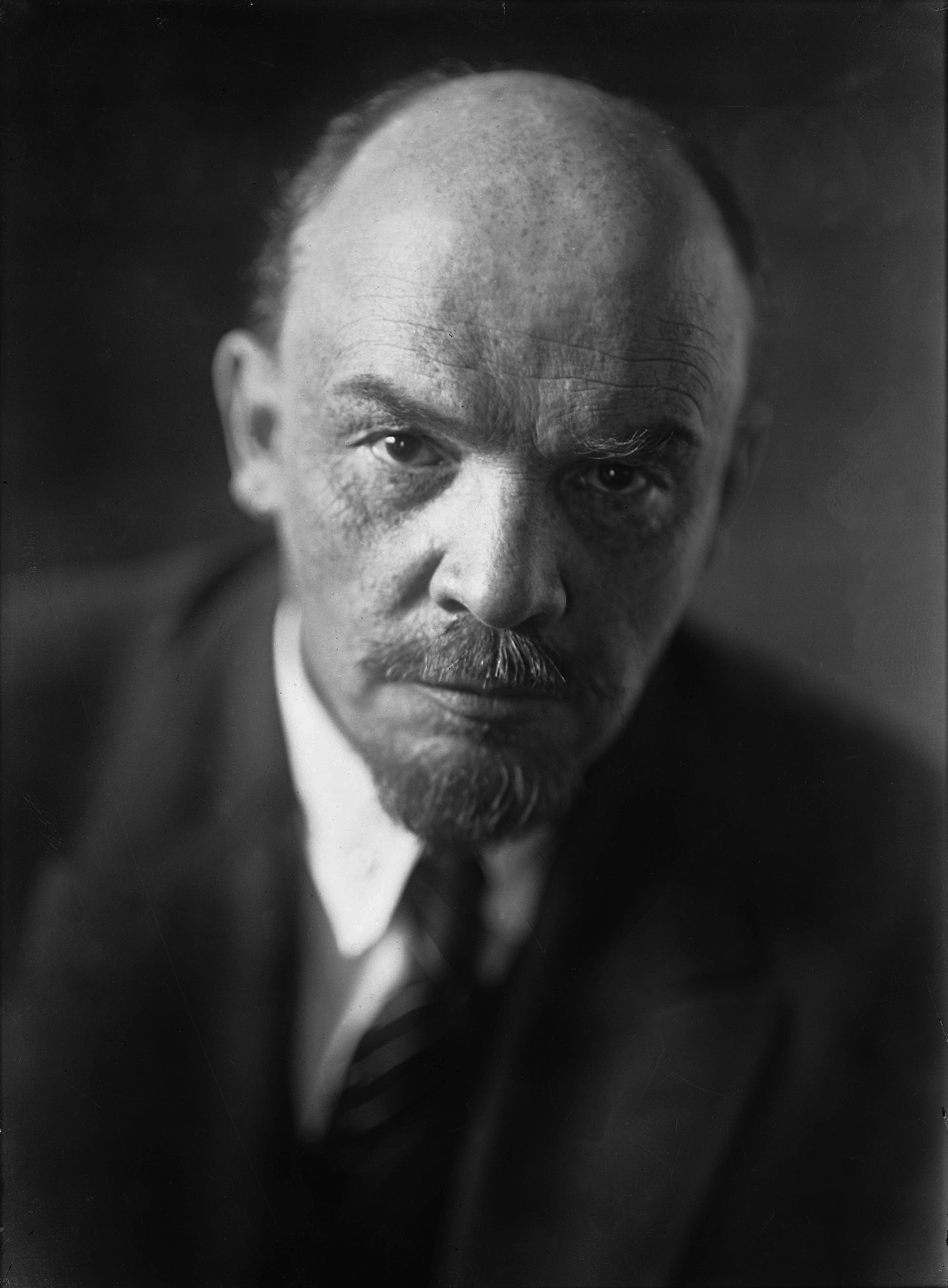
ولادیمیر لنین، سوژه این مجسمه.

این مجسمه توسط امیل ونکوف (۱۹۳۷–۲۰۱۷) مجسمه‌ساز اسلواکیایی متولد بلغارستان، تحت سفارش سال ۱۹۸۱ از حزب کمونیست چکسلواکی ساخته شد. ونکوف ضمن پیروی از محدودیت‌های سفارش خود، قصد داشت دیدگاه خود را از لنین به عنوان یک انقلابی خشن، برخلاف تصاویر سنتی از لنین به عنوان یک فیلسوف و مربی، بیان کند. طبق گفته freemont.com، «اعتقاد بر این است که این تنها تصویری است که لنین را در محاصره اسلحه و شعله‌های آتش به جای نگه داشتن کتاب یا تکان دادن کلاهش به تصویر می‌کشد.»
کار ونکوف در سال ۱۹۸۸ با هزینه ۳۳۴۰۰۰ کرون چک (۲۲۵٬۵۳۸) در پوپراد، جمهوری سوسیالیستی چکسلواکی (که اکنون اسلواکی است) تکمیل و نصب شد)، کمی قبل از سقوط رژیم کمونیستی در چکسلواکی در جریان انقلاب مخملی ۱۹۸۹.

## فروش و نقل مکان به سیاتل
لوئیس ای. کارپنتر، معلم انگلیسی در پوپراد که اصالتاً اهل ایساکوا، واشینگتن بود، این مجسمه توخالی و عظیم را در یک انبار قراضه پیدا کرد که یک مرد بی‌خانمان در آن زندگی می‌کرد. مجسمه لنین منتظر بود تا تکه‌تکه شده و به قیمت برنز فروخته شود. کارپنتر در سفر قبلی خود به چکسلواکی با ونکوف ملاقات کرده و با او دوست شده بود. علاقه اولیه کارپنتر به خرید مجسمه، حفظ ارزش تاریخی و هنری آن بود. بعداً او قصد داشت از آن برای جذب مشتری برای یک رستوران اسلواکیایی که می‌خواست در ایساکوا افتتاح کند، استفاده کند.
کارپنتر با همکاری نزدیک یک روزنامه‌نگار محلی و دوست خوبش، توماس فولوپ، به مقامات شهر پوپراد مراجعه کرد و گفت که با وجود عدم محبوبیت فعلی، این مجسمه هنوز یک اثر هنری است که ارزش نگهداری دارد و پیشنهاد داد که آن را به قیمت ۱۳۰۰۰ دلار آمریکا (۲۶٬۳۳۵ خریداری کند). پس از موانع اداری، او در ۱۶ مارس ۱۹۹۳ قراردادی را با شهردار پوپراد امضا کرد. سپس شهردار شروع به بررسی مجدد کرد و از شورای شهر خواست تا در مورد فروش رأی دهد. پس از رأی‌گیری برای تأیید، شورای پوپراد بررسی مجدد کرد و از وزارت فرهنگ اسلواکی درخواست تأیید کرد که چهار ماه بعد این درخواست پذیرفته شد.
پس از تأیید نهایی برای خرید و انتقال مجسمه به خارج از کشور، کارپنتر قبل از تصمیم‌گیری برای برش مجسمه به سه قطعه و ارسال آن ۱٬۵۰۰ مایل (۲٬۴۰۰ کیلومتر) با ونکوف و معماری که بر ریخته‌گری اولیه برنز نظارت داشت، مشورت کرد. به روتردام، و سپس به ایالات متحده، که همه اینها در نهایت ۴۰۰۰۰ دلار آمریکا (۸۱٬۰۳۲ هزینه داشته است). کارپنتر بخش زیادی از این مبلغ را با رهن خانه‌اش تأمین کرد. مجسمه در اوت ۱۹۹۳ به ایساکوا رسید و کارپنتر قصد داشت آن را جلوی یک رستوران اسلواکی نصب کند. او در فوریه ۱۹۹۴ در یک تصادف رانندگی درگذشت، در جریان بحث‌های عمومی در مورد اینکه آیا مجسمه را در ایساکوا به نمایش بگذارند یا خیر، که با رد ساکنان حومه شهر پایان یافت. پس از مرگ کارپنتر، خانواده‌اش قصد داشتند مجسمه را به یک کارخانه ریخته‌گری فریمونت بفروشند تا ذوب شود و به یک قطعه جدید تبدیل شود. پیتر بویس، بنیان‌گذار این کارخانه ریخته‌گری، به جای آن به دنبال نمایش مجسمه در فریمونت بود و موافقت کرد که اتاق بازرگانی فریمونت مجسمه را به مدت ۵ سال یا تا زمانی که خریداری پیدا شود، به عنوان امانت نگه دارد. این مجسمه در ۳ ژوئن ۱۹۹۵، در گوشه خیابان اوانستون شمالی و خیابان ۳۴ شمالی در ملک خصوصی، یک بلوک در جنوب فریمونت راکت، یکی دیگر از جاذبه‌های هنری فریمونت، رونمایی شد.
مالکان در سال ۱۹۹۶ مجسمه را دو بلوک به سمت شمال، به تقاطع خیابان سی و ششم شمالی و خیابان اوانستون شمالی، در ملکی که در آن زمان فضاهای تجاری خرده‌فروشی آن توسط یک تاکو دل مار و یک بستنی‌فروشی اشغال شده بود، منتقل کردند. مکان جدید سه بلوک در غرب ترول فرمونت، یک چیدمان هنری فرمونت در زیر پل شفق قطبی، قرار دارد.
خانواده کارپنتر همچنان به دنبال خریدار برای مجسمه هستند. تا تاریخ ۲۰۱۵ قیمت درخواستی ۲۵۰۰۰۰ دلار آمریکا بود، که نسبت به قیمت ۱۵۰۰۰۰ دلار آمریکا در سال ۱۹۹۶ (۲۷۹٬۸۸۵ افزایش یافته بود).

## کنجکاوی فریمونت
مجسمه لنین به یک بنای تاریخی و مورد توجه در فریمونت تبدیل شد و نمایانگر ماهیت عجیب و غریب این محله هنری بود که شعار آن لیبرتاها - آزادی برای خاص بودن - است. مانند مجسمه غول فریمونت و مجسمه در انتظار بین شهری، مجسمه لنین اغلب با اهداف مختلف، چه هوس‌بازانه و چه جدی، تزئین، تصاحب یا تخریب شده است.
نوت برگر، با اذعان به اینکه «قرار است ما از هوس‌بازی هیپی‌ها» ی یک نماد شوروی در وسط یک شهر آمریکایی «سرگرم شویم»، گفت که دیدن این مجسمه نمی‌تواند ما را به یاد کشتار و سرکوبی که لنین الهام‌بخش آن بود نیندازد. اما برگر معتقد است که شاید معنای این یادگار شوروی برعکس باشد، یعنی «غنیمت پیروزی غرب» که نمایانگر پیروزی بر کمونیسم و سقوط دیوار برلین است. با برداشتن مجسمه از بستر اصلی‌اش، جایی که قرار بود مردم اسلواکی را در حیرت نگه دارد، بستر جدیدی به آن داده شده که در آن به هیچ‌کس ظلم نمی‌کند و کاملاً در خدمت تجارت آزاد و سودآوری استفاده می‌شود. برگر در ادامه مجسمه لنین را با توتم‌های بومیان آمریکا مقایسه می‌کند، که بسیاری از آنها زمانی در شهر به نمایش گذاشته شده بودند و به «نمادی از سیاتل» تبدیل شدند. برخی از نمادین‌ترین «ستون‌های توتم» سیاتل (در واقع ستون‌های خانه‌های حکاکی‌شدهٔ تلینگیت‌های آلاسکا) توسط اعضای محترم جامعه علمی و تجاری، هیئت اعزامی هریمن آلاسکا، از یک روستای آلاسکا به طرز گستاخانه‌ای دزدیده شدند. این هیئت چنان غرق در پیروزی فرهنگ خود بر فرهنگ بومیان آمریکا بودند که کمتر به آنچه رابین کی. رایت از موزه بورک «یک مورد بسیار آشکار سرقت» نامید، فکر کردند. برگر گفت داستان پیروزی یک فرهنگ بر فرهنگ دیگر که توسط ستون توتم یا مجسمه لنین روایت می‌شود، آن را «به یک نماد تبدیل می‌کند، اما اگر داستان را می‌دانید، داستانی پیچیده است.»
از سال ۲۰۰۴، در طول تعطیلات، یک ستاره قرمز درخشان به سبک شوروی یا چراغ‌های کریسمس به مجسمه اضافه شده است. برای رژه انقلاب تابستانی ۲۰۰۴، این مجسمه به شکل جان لنون ساخته شد. در طول هفته غرور همجنسگرایان، مجسمه لباس مخصوص همجنسگرایان را به تن می‌کند.
این مجسمه پس از آنکه معترضان مجسمه‌های لنین را در اوکراین پایین کشیدند، در رسانه‌ها مورد توجه قرار گرفت.
دست‌های مجسمه اغلب به رنگ قرمز (و دوباره رنگ‌آمیزی) می‌شوند تا اعتراضی باشد به آنچه منتقدان آن را تجلیل از چیزی می‌دانند که آنها به عنوان یک تبهکار تاریخی که دستانش به خون آلوده است، می‌بینند. رستوران تاکو دل مار، یکی از مستاجران این ملک خرده‌فروشی، یک بوریتوی عظیم‌الجثه پیچیده شده در فویل برای نگهداری مجسمه ساخت، که به گفته یکی از ناشران فریمونت، آنطور که انتظار می‌رفت از آب درنیامد، بلکه «شبیه یک عروسک خیمه‌شب‌بازی» شد.
در ژوئن ۲۰۱۷، امیل ونکوف، مجسمه‌ساز این مجسمه، در سن ۷۹ سالگی درگذشت. انجمن هنرمندان اسلواکی فقدان هنرمندی را که دوران طولانی فعالیتش به تعریف مجسمه‌سازی یادبود و معماری اسلواکی کمک کرد و آثاری متمایز با مضمون خود خلق کرد، یادآور شد.
برخی گروه‌ها خواستار حذف مجسمه لنین در فریمونت شده‌اند. در ۱۶ اوت ۲۰۱۷، در پی تجمع «اتحاد راست‌گرایان» در شارلوتزویل، ویرجینیا، جک پوزوبیچ، مفسر محافظه‌کار، رهبری تجمعی از چندین معترض را در اطراف مجسمه بر عهده داشت تا خواستار حذف آن شوند. در همان روز، شهردار اد موری گفت که دفتر او با گورستان لیک ویو تماس گرفته تا «نگرانی‌های خود» را در مورد بنای یادبود کهنه سربازان کنفدراسیون متحد در آنجا ابراز کند و درخواست حذف آن را داشته باشد. در ۱۷ اوت، موری افزود که معتقد است مجسمه لنین نیز باید برداشته شود، زیرا ما نباید «از چهره‌هایی که مرتکب جنایات خشونت‌آمیز شده‌اند و سعی در ایجاد تفرقه بین ما داشته‌اند، بت بسازیم»، اگرچه او می‌دانست که مجسمه لنین نیز در ملک خصوصی است. در روزهای بعد، یکی از کارکنان شهرداری به واشینگتن پست به صورت غیررسمی گفت که شورای شهر سیاتل در حال بررسی یک قطعنامه نمادین برای برداشتن مجسمه لنین و بنای یادبود کنفدراسیون است، اگرچه دولت شهر هیچ قدرتی برای برداشتن هیچ‌یک از آنها برخلاف میل مالکان ندارد، زیرا نه بنای یادبود و نه املاکی که در آنها قرار دارند، متعلق به شهر نیستند. آلن گوئلزو در مقاله‌ای در مورد بناهای یادبود کنفدراسیون در روزنامه یواس‌ای تودی گفت که باید جنبشی از معترضان برای برداشتن مجسمه تشکیل شود، زیرا «ایده‌ها و اعمال جنایتکارانه لنین بر گناهان رابرت ای. لی برتری دارد.»
لایحه‌ای که در اوایل سال ۲۰۱۹ توسط گروهی از نمایندگان جمهوری‌خواه به مجلس ایالتی ارائه شد، در پاسخ به لایحه‌ای که مجسمه مارکوس ویتمن را در ساختمان کنگره ایالت واشینگتن مورد بررسی مجدد قرار می‌داد، خواستار حذف و جایگزینی مجسمه شد. سوزی بورک، یکی از مالکان بزرگ زمین در فریمونت، به رادیو گفت که اگر هر یک از حامیان این لایحه واقعاً در منطقه سیاتل زندگی می‌کردند، او از آنها دعوت می‌کرد تا برای بحث در مورد آن به فریمونت بیایند و به آنها یادآوری می‌کرد که دولت اختیار حذف آثار هنری متعلق به بخش خصوصی در ملک خصوصی را ندارد. یکی از حامیان این لایحه گفت که هرگز به حقوق مالکیت خصوصی تجاوز نخواهد کرد و این لایحه به عنوان واکنشی طعنه‌آمیز به مخالفت سنای ایالتی با مجسمه ویتمن در نظر گرفته شده است.